# Túnel de Bracons

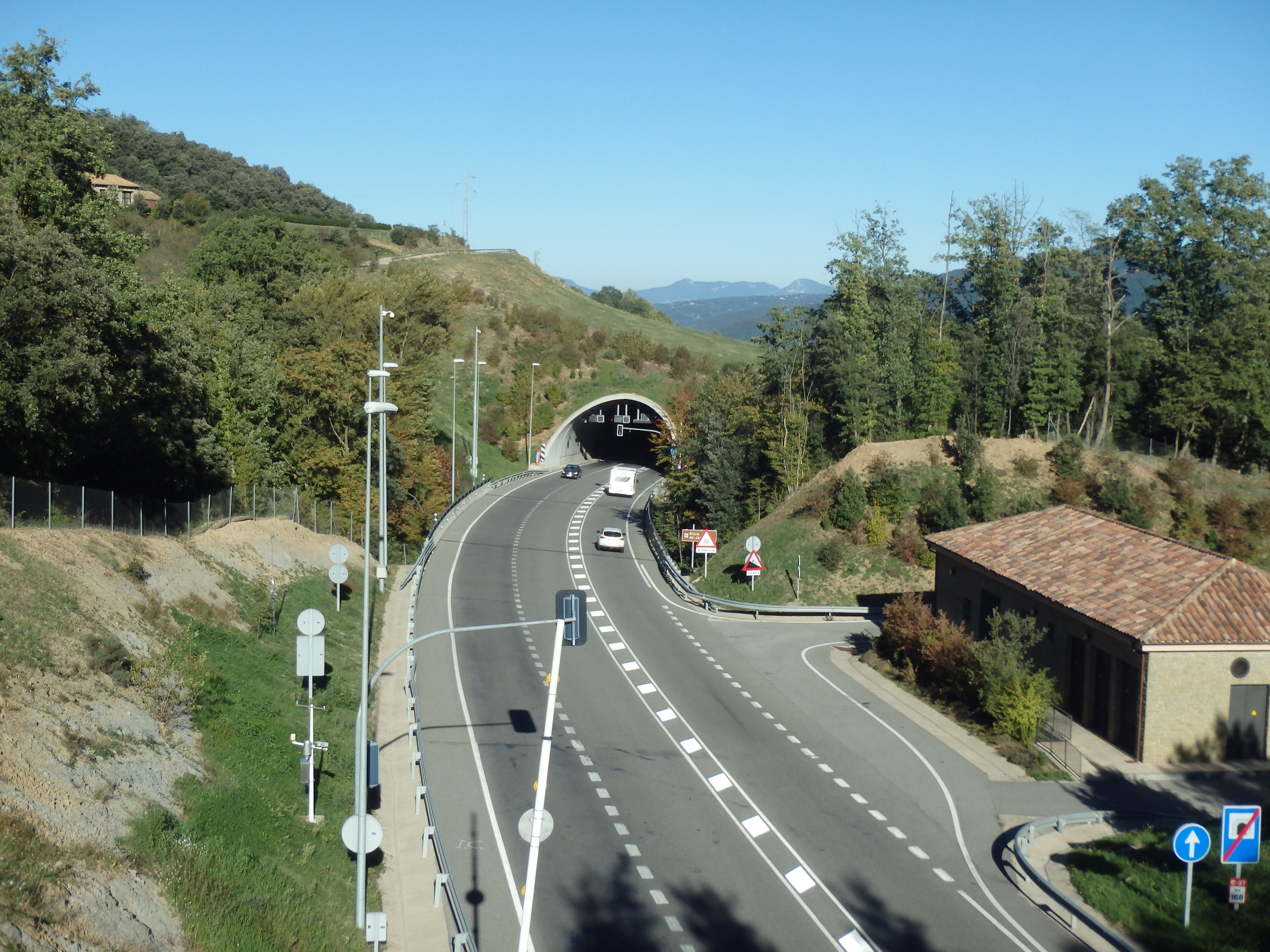
Boca sud del Túnel de la Carrera, just sortint del Túnel de Bracons

El túnel de Bracons és un túnel de la carretera C-37 a la Vall d'en Bas. Té una llargada de 4.556 metres (4 km i 556 metres). Permet unir més ràpidament la Garrotxa i Osona; anteriorment s'havia de passar per l'alt coll de Bracons. El 2019 hi passaven en mitjana uns 18.400 vehicles al dia.

## Història
Les obres van començar el 2003 en el tram des de Torelló a la boca sud del túnel de Bracons. El Departament de Territori (DPTOP) va introduir millores en el projecte que van comportar una nova tramitació per al tram entre la boca nord d'aquest túnel i la C-63. El desembre de 2005 els treballs a la boca nord van començar i el març de 2007 els del tram restant. Es preveia que tot aquest tram, de 19 quilòmetres de longitud en total, entrès en servei a final de 2008, però finalment van entrar en servei el mes de març de 2009. Les obres van costar uns 250 milions d'euros.

## Descripció
El tram de l'eix Vic – Olot (C-37), entre Torelló i la variant de Sant Esteve d’en Bas va entrar en servei el mes de març de 2009, té una longitud de 19 quilòmetres, dels quals 4,5 km corresponen al túnel de Bracons. L’obra compta amb sis viaductes i deu túnels que sumen més de 9 quilòmetres, gairebé la meitat de tot el recorregut. La calçada té dos carrils de 3,5 metres d’amplada i dos vorals de 2,5 metres, però, atès que bona part del trajecte discorre per pendents d’entre el 5 i el 6,5%, s'hi ha habilitat un carril addicional per a l’avançament de vehicles lents en alguns trams que superen els deu quilòmetres de longitud.
Quant al sector estrictament garrotxí, des de la boca nord del túnel fins a Sant Esteve d’en Bas, té 4 quilòmetres de longitud i un tercer carril per a avançaments en tot el recorregut. El 60% del traçat d'aquest tram transcorre per viaducte (riera de Joanetes, 39 metres; Mas Rubió, 565 metres i sobre el riu Fluvià, 90 metres) o túnel (la Carrera, 122 metres de longitud; la Farmada, 94 metres i la Codina, 1.470 metres). Finalment, la nova carretera connecta amb la C-152 i amb la variant de Sant Esteve d’en Bas.
El túnel de Bracons té una amplada de 13,7 metres i un gàlib de 5 metres. Compta amb dos carrils de circulació en direcció de Torelló i un en direcció de Sant Esteve d'en Bas. Cada carril té una amplada de 3,5 metres. Els dos sentits de la marxa estan separats per un mitjana d'un metre d'amplada i cadascun disposa d'una vorera de 0,6 metres i voral de 0,5.

## Llargades de cada túnel[4]
- Fals túnel de la Cavorca: 160 m
- Fals túnel dels Corbs: 86 m
- Túnel de les Salines: 216 m
- Túnel de la Sala: 510 m
- Túnel de la Vola: 475 m
- Túnel de la Rierola: 160 m
- Túnel de Bracons: 4.556 m
- Túnel de La Carrera: 122 m
- Túnel de La Famada: 94 m
- Túnel de La Codina: 1.470 m

## Ponts i viaductes
- Viaducte de les Salines: 269 m
- Viaducte de la Vola: 156 m
- Viaducte del Fornès: 112 m[3]